# Преображенская свеча (колокольня)
Преображенская свеча — колокольня Никольского единоверческого монастыря, памятник архитектуры XIX века, построенный в готическом стиле. С XIX века и до середины XX века являлась одним из самых высоких исторических зданий Преображенской слободы, равно как и всей Восточной части Москвы (общая высота ~40 метров).

## История строительства
Кроме небольшой звонницы пристроенной к западной части главного монастырского храма Успения Пресвятой Богородицы ещё западнее была выстроена отдельно стоящая 40-метровая колокольня 1876—1879 годов постройки. Колокольня выполненная в готическом стиле, построенная на средства благотворителей, главным образом Алексея Ивановича Хлудова и Ивана Васильевича Носова. В некоторых источниках указано, что архитектором колокольни был Горностаев Ф. Ф., однако это не может быть правдой, т.к. данный архитектор родился в 1867 году и на момент начала строительства колокольни ему было 9 лет. Колокольня, вероятнее всего, была построена по проекту архитектора Максима Геппенера.  
Причиной строительства колокольни стал большой колокол весом почти в 5 тонн, пожертвованный храму Макаром Николаевичем Кабановым.
В народе колокольня получила прозвание «Преображенская свеча».

## История в XX веке
В 1920-е годы с колокольни были сняты все колокола и увезены в неизвестном направлении.
В 1960-е годы колокольня находилась в жалком состоянии: крыша провалилась, вид был почерневший, темно-грязный (М. Л. Богоявленский). В конце 1970-х годов её отремонтировали, крест вызолотили. Колоколов на ней тогда не было, и проход к ней был закрыт забором. Небольшие колокола сохранились лишь на звоннице в западной части храма.

## Современность
В июле 2013 года на отдельно стоящую колокольню вновь были установлены 9 новых колоколов, отлитых на Урале, самый большой из которых весит 700 кг. Освящение колоколов, совершённое епископом Орехово-Зуевским Пантелеимоном (Шатовым), состоялось 28 июля 2013 года.